# Actif non financier
Un actif non financier, par opposition à un actif financier, est un élément du patrimoine qui n’est pas négociable sur les marchés financiers.
Au bilan d'une  entreprise, les actifs non financiers comprennent notamment les immobilisations corporelles et incorporelles.
Les  entreprises ont trouvé une parade pour rendre "financier" un actif non financier : la titrisation. Cette technique vise à améliorer la liquidité d'actifs peu ou pas liquides en créant des titres financiers.